# Rivière des Roches (La Réunion)
Pour les articles homonymes, voir Rivière des Roches.
 (juin 2015).
Si vous disposez d'ouvrages ou d'articles de référence ou si vous connaissez des sites web de qualité traitant du thème abordé ici, merci de compléter l'article en donnant les références utiles à sa vérifiabilité et en les liant à la section « Notes et références ».
La rivière des Roches est un fleuve français situé dans le département d'outre-mer de La Réunion. Son principal affluent est le Grand Bras, qui se jette dans le bassin la Mer. C'est un des cours d'eau les plus capricieux de l'île, du fait de sa brusque montée des eaux.

## Géographie
Elle sépare les territoires communaux de Bras-Panon et Saint-Benoît, respectivement situés au nord et au sud du cours d'eau, qui s'écoule d'ouest en est. Les quartiers de chaque commune qui la bordent ont d'ailleurs pris son nom.
Cette rivière est très appréciée des amateurs d'eau vive qui y pratiquent le canyoning voire le kayak-jump, mais aussi des marcheurs qui peuvent se rendre du bassin la Paix, avec sa cascade de dix-huit mètres, au bassin la Mer en amont par un sentier offrant de beaux points de vue, notamment sur le bassin du Chien.
L'appellation « Bassin la Mer » proviendrait des vaguelettes formées par le vent à sa surface, tandis que celle de « Bassin du Chien » rappelle les puissants mouvements d'eau qui s'y créent, susceptibles de conduire un animal à la noyade.

## Faune

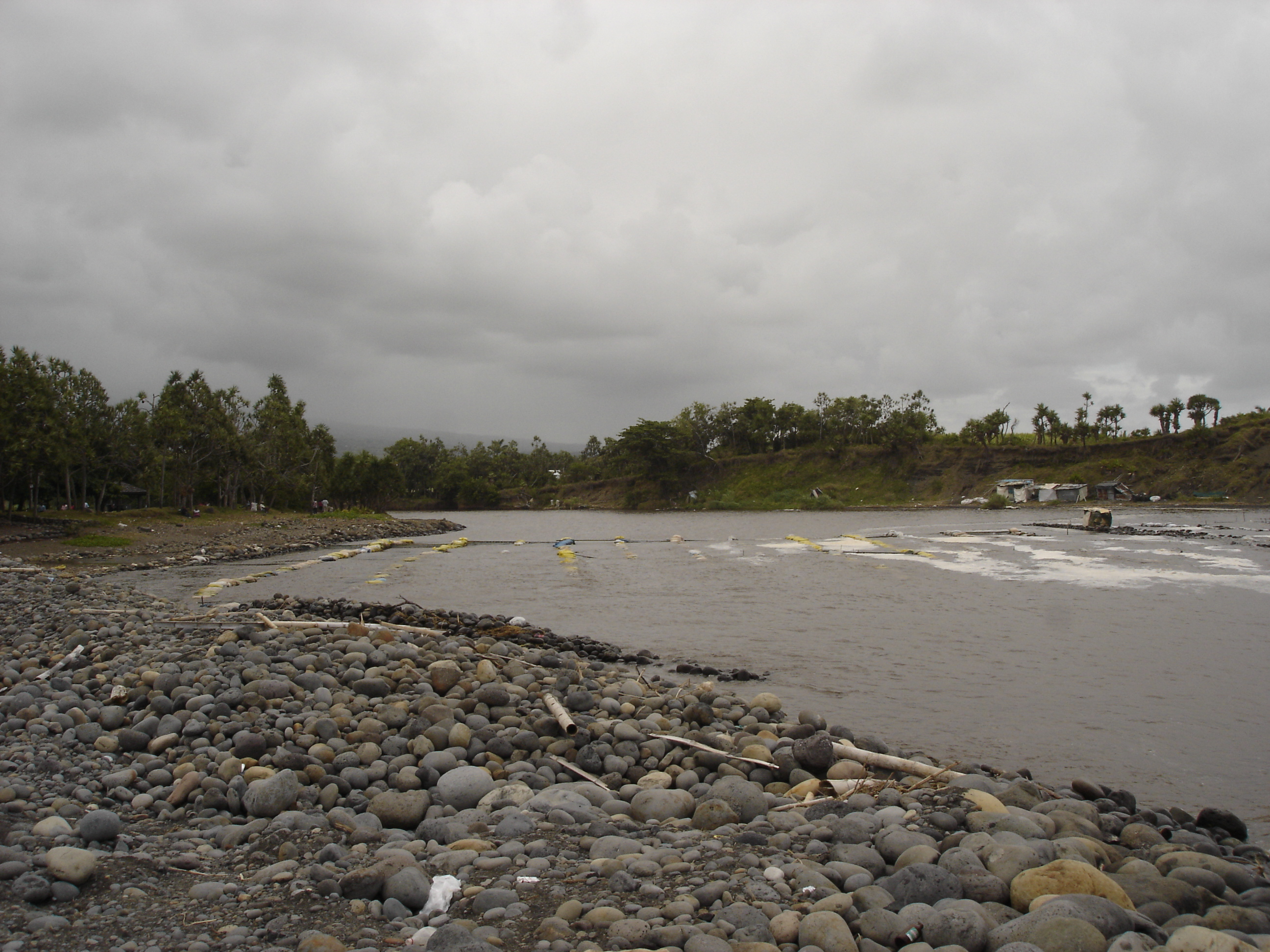
L'embouchure de la rivière des Roches pendant la pêche des bichiques.

On trouve dans la rivière des Roches un mollusque endémique de l'île, Septaria borbonica. La rivière est aussi connue pour la pêche du bichique à son embouchure.